# Sidi Taifour
Sidi Taifour (em árabe: سيدي طيفور) é um município localizado na província de El Bayadh, Argélia. Segundo o censo de 2008, a população total da cidade era de 5 565 habitantes.